# 61190 Johnschutt
61190 Johnschutt este un asteroid din centura principală de asteroizi.

## Descriere
61190 Johnschutt este un asteroid din centura principală de asteroizi. A fost descoperit pe 1 iulie 2000 la Anza, California de Michael Collins (astronom) și Minor White (astronom). Asteroidul prezintă o orbită caracterizată de o semiaxă mare de 2,21 ua, o excentricitate de 0,07 și o înclinație de 5,1° în raport cu ecliptica.